# Bremecke (Hoppecke)
Die Bremecke, im Oberlauf bis zur Mündung der Jückenhohl auch Butterdelle genannt, ist ein 5,3 km langer, südlicher und orographisch rechter Zufluss der Hoppecke im nordrhein-westfälischen Hochsauerlandkreis.

## Verlauf
Die Bremecke entspringt in den Nordausläufern des Rothaargebirges. Ihre Quelle befindet sich etwa 90 m nordwestlich der Landesgrenze zu Hessen auf der Nordostflanke des 781 m ü. NHN hohen Dreiskopfs auf etwa 625 m Höhe.
Die Bremecke fließt in vorwiegend nördlicher Richtung durch Ausläufer des Rothaargebirges und gänzlich durch den Naturpark Diemelsee. Auf ihrer kurzen Fließstrecke nimmt sie mehrere Bäche auf; darunter sind die linksseitig einmündende Jückenhohl (1,6 km lang; Mündungshöhe ca. 524 m) und die rechtsseitig einmündende Schwartmecke (2,2 km lang; Mündungshöhe ca. 438 m).
Nach dem Passieren des Industriegebiets Bremecketal mündet die Bremecke auf etwa 400 m Höhe in den dort von Westen kommenden Diemel-Zufluss Hoppecke. Auf ihrem 5,3 km langen Weg überwindet sie einen Höhenunterschied von etwa 225 m, was einem mittleren Sohlgefälle von rund 42,5 ‰ entspricht.